# Psammotettix perpictus
Psammotettix perpictus är en insektsart som beskrevs av Logvinenko 1978. Psammotettix perpictus ingår i släktet Psammotettix och familjen dvärgstritar. Inga underarter finns listade i Catalogue of Life.